# Letiště Letňany (národní přírodní památka)
Národní přírodní památka Letiště Letňany byla ustavena k 1. červnu 2005 vyhláškou Ministerstva životního prostředí ČR o vyhlášení NPP Letiště Letňany a stanovení jejích bližších ochranných podmínek. Předmětem ochrany byl biotop a populace kriticky ohroženého druhu sysla obecného na travnaté ploše pražského letiště Letňany a v jeho okolí. Rozloha NPP činila 50,98 ha, ochranné pásmo 18,32 ha. Nadmořská výška byla v rozmezí 270 až 279 metrů. NPP byla součástí evropsky významné lokality (EVL) Praha-Letňany. Území NPP bylo pod dohledem AOPK ČR, regionálního pracoviště Správa CHKO Český kras. Od roku 2007 byly pozemky EVL Praha-Letňany ve vlastnictví soukromé společnosti. Počátkem roku 2010 byl celý areál letiště oplocen a nebyl nadále přístupný veřejnosti.
K 1. květnu 2023 byla zrušena evropsky významná lokalita Praha-Letňany a k 1. lednu 2024 byla zrušena národní přírodní památka Letiště Letňany.

## Sysel obecný

Odhadovaná početnost kolonie sysla obecného [ks] v NPP Letiště Letňany v období 2000/2001–2017

Letiště bylo chráněno především kvůli populaci sysla obecného. V letech 2005–2010 byl jeho stav populace v Letňanech odhadován na 500 až 600 jedinců. Lokalita tak patřila k jedněm z nejpočetnějších v ČR. Ze zprávy Vyhodnocení realizačního projektu záchranného programu sysla obecného (Spermophilus citellus) v ČR pro rok 2015 však vyplývá, že po roce 2012 došlo k výraznému snížení početnosti kolonie. V roce 2017 byl pozorován pouze jeden exemplář sysla. S ohledem na intenzitu sledování lokality byl pravděpodobný výskyt pouze jednoho až dvou jedinců. Maximální odhad 5 syslů bylo třeba brát jako vyjádření určité míry nejistoty spojené především s velkou rozlohou letiště. Stav populace sysla obecného v NPP Letiště Letňany byl kritický a populace se blížila zániku.
Lidové noviny v únoru 2019 uvedly, že poslední exemplář byl pozorován v dubnu 2018 a kolonie tak nejspíše vyhynula.

## Rušivé vlivy

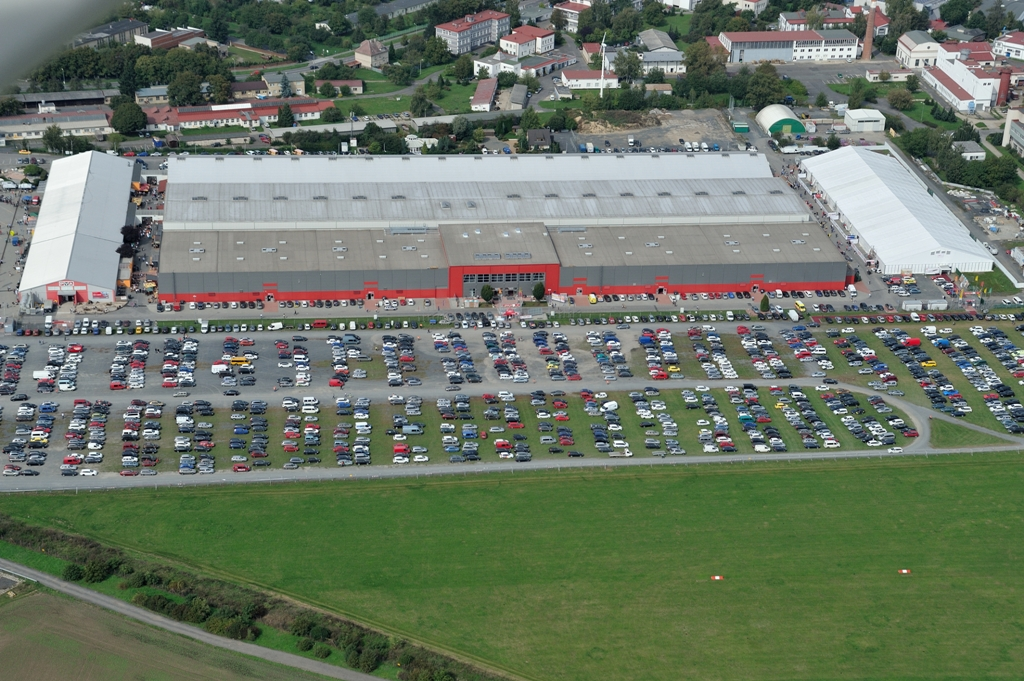
Parkování při PVA Expo Praha

Jihozápadní část území NPP, která je nedaleko stanice metra Letňany, byla využívána pro konání kulturních a sportovních akcí nebo pro parkování vozidel při výstavách v přilehlém areálu PVA Expo Praha. Pro tyto účely bylo nutné vydávat výjimky ze zákona č. 114/1992 Sb., o ochraně přírody a krajiny.